# Sandra Golpe
Sandra Golpe Cantalejo (San Fernando, Cádiz, 19 de junio de 1974) es una periodista y presentadora de televisión española. Es licenciada en Periodismo por la Universidad de Navarra y Máster en Periodismo Audiovisual por el Instituto de Especialistas en Periodismo Audiovisual (IEPA).

## Trayectoria profesional
Sus inicios periodísticos fueron en el Diario de Cádiz, rotativo con el que colaboró durante sus estudios. En 1997 participó en el nacimiento de Vía Digital, realizando labores de producción y realización en el departamento de autopromociones de esta plataforma. 
En 1998 trabajó como redactora, productora y reportera en la COPE -servicios informativos fin de semana- y compaginó esta actividad con locuciones publicitarias para distintas empresas. Meses antes de comenzar su andadura en CNN+, presentó informativos y programas musicales en Canal 7, televisión local madrileña.
Trabajó en CNN+ desde su nacimiento, en febrero de 1999, y permaneció en el canal cerca de una década, hasta octubre de 2008. Se incorporó en primer lugar al departamento de autopromociones, como copy y locutora. 
Al mismo tiempo, presentó los espacios temáticos de la cadena y sustituyó a los presentadores de los servicios informativos. Del departamento de autopromociones pasó a formar parte de la plantilla de redactores. Desde 2004 presentó en CNN+ las noticias del fin de semana. En paralelo, dirigió y presentó el programa de reportajes "Globalización XXI". Con motivo del quinto aniversario de la cadena, hace balance y destaca: 
De estos cinco años guardo muy buenos recuerdos, pero lo primero que me viene a la mente es la palabra 'oportunidad'. La que me dieron al incluirme en la plantilla de CNN+ justo cuando iban a comenzar sus emisiones. Asistí al nacimiento del primer canal español de información continua desde el departamento de autopromociones. Aquella fue una etapa que recuerdo con especial cariño. Había que inventar, partir de cero, definir un estilo, las autopromos tenían que responder a la inmediatez que ofrece esta televisión al espectador... Todo un desafío.
Experiencia es la segunda e inevitable palabra que me sugiere este aniversario. La que aportan los años de trabajo y los distintos cometidos, la que te permite conocer los entresijos de este medio. He tenido la suerte de pasar por varios departamentos, de adquirir oficio en la redacción, de presentar noticias y programas, de hacer salidas a la calle como reportera. Me quedo también con momentos trascendentales, como el 11-S o la captura de Sadam Husein, en los que la noticia me pilló trabajando y pude contar hechos que forman ya parte de la Historia.
Pero quizá lo más importante para mí en todo este tiempo ha sido compartir horas y aprender de un formidable equipo humano, todos los que hacen posible CNN+. En muchos casos, puedo afirmar que la profesión no me ha impedido acceder a la amistad. Estar rodeada de compañeros, en toda la extensión de la palabra, convierte mi labor diaria en algo más que un trabajo.
El 1 de octubre de 2008 fichó por Antena 3, donde presentó Las noticias de la mañana con Luis Fraga y Javier Alba en los deportes desde esa fecha y hasta julio de 2012. Asimismo, presentó junto a Ramón Pradera, las noticias del fin de semana, sustituyendo a Lourdes Maldonado por su baja maternal, desde noviembre de 2008 a mayo de 2009.
Presentó el programa Espejo público durante las vacaciones de Susanna Griso en la Semana Santa de 2009, labor que repetiría en verano de 2016.
Desde el 3 de septiembre de 2012 al 7 de septiembre de 2014, se encargó de presentar Antena 3 Noticias fin de semana con Álvaro Zancajo. Desde el 10 de septiembre de 2014 hasta julio de 2016 condujo Antena 3 Noticias 2 junto a Álvaro Zancajo. Desde el 12 de septiembre de 2016 a junio de 2017 copresentó y codirigió con María Rey, Antena 3 Noticias 1, con Rocío Martínez en los deportes y Vicente Vallés pasó a presentar y dirigir Antena 3 Noticias 2.
Desde el 4 de septiembre de 2017 presenta y dirige en solitario Antena 3 Noticias 1, de lunes a viernes.
Es además columnista de La Razón y tertuliana habitual en el espacio radiofónico Más de uno, de Onda Cero.
Cantante invitada en Tu Cara me suena 9 en 2022, imitando a Amy Winehouse y tu Cara me suena 10 en 2023 a Miley Cyrus